# Dylan Kidd
Dylan Kidd (Chicago, 30 agosto 1969) è un regista e sceneggiatore statunitense meglio noto per il film Roger Dodger (2002).

## Biografia
Dopo aver studiato un anno filosofia all'Università George Washington, si iscrive alla Tisch School of the Arts dell'Università di New York dopo essere incappato in un suo annuncio pubblicitario su di una rivista, laureandovisi nel 1991. Rimasto a New York, fatica a inserirsi nell'industria cinematografica e, a parte sporadici lavori come assistente operatore di Joaquín Baca-Asay (che aveva conosciuto all'università e avrebbe poi curato la fotografia dei suoi primi film), si mantiene lavorando come portiere, cuoco, cameriere, barista, commesso di videoteca, imbianchino ed agente immobiliare per i successivi cinque anni. Una volta realizzato di voler fare il regista, dirige un cortometraggio nel 1996 («una cosa piccola e carina, per ridarmi fiducia») e, nottetempo, dopo il lavoro, si dedica alla stesura di sceneggiature, una delle quali, scritta pensando di poterla girare col minor costo possibile, diventerà poi il suo lungometraggio d'esordio.
Nel 2002 si fa notare infatti scrivendo e dirigendo il film indipendente Roger Dodger, con protagonisti Campbell Scott, la cui presenza a coinvolgere attrici come Isabella Rossellini, Elizabeth Berkley e Jennifer Beals, e un esordiente Jesse Eisenberg. Ad esso fa seguire nel 2004 P.S. Ti amo, con Laura Linney e Topher Grace.
Dopo otto anni di lontananza dal grande schermo in cui aveva firmato unicamente due episodi della serie televisiva di Adult Swim Childrens Hospital, nel 2012 dirige per CBS Films la commedia romantica con Miles Teller e Anna Kendrick Get a Job, uscita però solo nel 2016 a causa di problemi interni allo studio.

## Filmografia

### Regista

#### Cinema
- Roger Dodger (2002)
- P.S. Ti amo (P.S.) (2004)
- Get a Job (2016)

#### Televisione
- Childrens Hospital – serie TV, episodi 3x05-3x08 (2011)
- Party Boat - Un compleanno alla deriva (Party Boat) – film TV (2017)

### Sceneggiatore
- Roger Dodger (2002)
- P.S. Ti amo (P.S.) (2004)

### Produttore
- Roger Dodger (2002)

## Riconoscimenti
- Chicago Film Critics Association Awards
  - 2003 – Premio al regista più promettente per Roger Dodger
- Gotham Independent Film Awards
  - 2003 – Candidato al miglior regista rivelazione per Roger Dodger
- Independent Spirit Awards
  - 2003 – Candidato al miglior film d'esordio per Roger Dodger
  - 2003 – Candidato alla miglior sceneggiatura per Roger Dodger
- New York Film Critics Circle Awards
  - 2002 – Miglior opera prima per Roger Dodger
  - 2002 – Candidato alla miglior sceneggiatura per Roger Dodger
- Tribeca Film Festival
  - 2002 – Miglior film narrativo per Roger Dodger
- Festival di Venezia
  - 2002 – Leone del futuro - Premio Venezia opera prima "Luigi De Laurentiis" per Roger Dodger
  - 2002 – Premio FIPRESCI (sezioni parallele) per Roger Dodger